# Zingel balcanicus
Zingel balcanicus es una especie de peces de la familia Percidae en el orden de los Perciformes.

## Distribución geográfica
Se encuentra en el río Vardar (Macedonia del Norte) y Grecia.